# Бистшиця-Клодзька (гміна)
Гміна Бистшиця-Клодзька (пол. Gmina Bystrzyca Kłodzka) — місько-сільська гміна у південно-західній Польщі. Належить до Клодзького повіту Нижньосілезького воєводства.
Станом на 31 грудня 2011 у гміні проживало 19794 особи.

## Площа
Згідно з даними за 2007 рік площа гміни становила 337.82 км², у тому числі:
- орні землі: 48.00%
- ліси: 45.00%

Таким чином, площа гміни становить 20.56% площі повіту.

## Населення
Станом на 31 грудня 2011:
| Опис     | Загалом | Загалом | Чоловіки | Чоловіки | Жінки | Жінки |
| -------- | ------- | ------- | -------- | -------- | ----- | ----- |
| одиниця  | осіб    | %       | осіб     | %        | осіб  | %     |
| все      | 19794   | 100     | 9543     | 48.21    | 10251 | 51.79 |
| міське   | 10606   | 100     | 4993     | 47.08    | 5613  | 52.92 |
| сільське | 9188    | 100     | 4550     | 49.52    | 4638  | 50.48 |

## Сусідні гміни
Гміна Бистшиця-Клодзька межує з такими гмінами: Клодзко, Льондек-Здруй, М'єндзилесе, Поляниця-Здруй, Строне-Шльонські, Щитна.